# 吉野號防護巡洋艦
|          |                                                                         |
| 艦歷     |                                                                         |
| 訂造     | 1891年度計劃                                                            |
| 起工     | 1892年3月1日                                                            |
| 進水     | 1892年12月20日                                                          |
| 就役     | 1893年9月30日                                                           |
| 之後     | 1904年5月15日 沉没                                                      |
| 除籍     | 1905年5月21日                                                           |
| 性能諸元 |                                                                         |
| 排水量   | 常備：4,216t                                                            |
| 全長     | 109.73m（垂線間長）                                                     |
| 全幅     | 14.17m                                                                  |
| 吃水     | 5.18m                                                                   |
| 动力     | 燃煤锅炉12台；往復式蒸氣机2台 15,900hp                                  |
| 最大航速 | 23kt                                                                    |
| 航續距離 | 10kt/4,000浬                                                            |
| 兵員     | 360名                                                                   |
| 武备     | 15.2cm單装砲4門 12cm單装砲8門 47 毫米單裝砲22門 35.6cm水上魚雷發射管5門 |
| 裝甲     | 甲板水平部：45 毫米 甲板傾斜部：115 毫米 防盾：115 毫米                 |

吉野號防護巡洋艦為大日本帝国海军防护巡洋舰，1892年至1904年在役。在中日甲午战争中的丰岛海战和大东沟海战中表现活跃。

## 建造
吉野（よしの）於1892年於英國阿姆斯壯造船廠建造，委托英国造舰专家菲利浦·瓦茨爵士的力作之一，1892年9月30日完工，当时世界上最快的、日本帝国海军最先進的防護巡洋艦。
命名取自日本四国地区名胜“吉野川”。

## 概貌
吉野号巡洋舰是一个典型的“埃尔斯威克 (Elswick) 巡洋舰”设计。
由 12 台燃煤锅炉和两台四冲程蒸汽机提供动力，驱动两个螺旋桨，最高時速 23 节。双烟囱，两个桅杆。艦上配有6英寸速射炮四門（艏、艉楼甲板上各布置一门，艏楼之后舰桥附近左、右舷侧耳台各布置一门），4.7英寸速射炮八門（布置在艏、艉楼之间左右两舷的八个耳台内），47毫米速射砲 22 門及 14英寸口径鱼雷发射管 5 具。排水量 4150 吨。在防护方面，主要由穹甲甲板构成主要防护结构，中央隆起部分厚度1.75英寸，侧面倾斜部分厚度为4.5英寸，弹药库、机舱等重要舱室置于穹甲甲板以下，此外，侧面还有煤仓储煤可提供一定的防护力。

## 战史
1894年7月25日丰岛海战中，以吉野艦为首的日本联合舰队第一游击编队攻击了清北洋海军的济远舰、广乙舰，俘获炮艦操江，击沉运输船高升号。吉野艦被一枚济远舰150毫米口径火炮击中右舷，击毁舢板数只，穿透钢甲，击坏发电机，坠入机舱的防护钢板上，然后又转入机舱裡。可是由于弹头里面未装炸药，所以击中而不爆炸，使吉野侥幸免于遭到重创。
1894年9月17日大东沟海战中，吉野艦作为日军游击编队领舰，率巡洋舰高千穗、秋津洲、浪速冲击北洋水师舰列横队之右翼，重创超勇、扬威二舰。稍后，吉野为夹击北洋水师而带队从致远舰正面通过，遭致远舰以衝角战术突击，但是由於大火（也可能是引爆了自带的鱼雷），致远爆炸沉没。 随后，以吉野艦为首的游击编队攻击并击沉了经远舰，还使来远舰严重受创。吉野艦在大东沟海战中没有遭受太大的损伤。之后，吉野艦还参加了掩护旅顺登陆，围困威海卫，以及对台湾的接收作战行动。
1904年5月15日，参加日俄战争中封锁旅顺口作战的吉野舰在大雾中意外被友軍装甲巡洋舰春日以舰首衝角撞中舷侧中部，机舱进水，发生倾覆，沉于旅顺附近海面（同日日本海军还有初濑、八岛两艘战列舰触雷沉没），艦長以下三百余人随舰同沉。由于这一事故，日本帝国海军取消了所有战舰船头的衝角。

## 年譜
- 1893年9月30日 - 英國 威廉喬治阿姆斯壯爵士造船公司(Sir W.G. Armstrong & Company)竣工。
- 1894年7月25日 - 參加豐島海戰。
- 1904年5月15日 - 裝甲巡洋艦春日艦首(衝角)衝撞到本艦左舷中央部沈没。
- 1905年5月21日 - 除籍。

## 艦長
- 河原要一 大佐：1893年6月7日 - 1895年6月4日
- 諸岡賴之 大佐：1895年6月4日 - 1896年11月26日
- 島崎好忠 大佐：1896年11月26日 - 1897年12月1日
- 植村永孚 大佐：1897年12月1日 - 1898年6月13日
- 丹治寛雄 大佐：1898年6月13日 - 1899年6月17日
- 大井上久麿 大佐：1899年6月17日 - 1900年2月13日
- 酒井忠利 大佐：1900年2月13日 - 1901年1月21日
- 寺垣猪三 大佐：1901年2月4日 - 1901年3月13日
- 松本有信 大佐：1901年4月23日 - 1902年4月22日
- 佐伯誾 大佐：1903年4月12日 - 1904年5月15日殉職

## 同型舰
甲午战争结束后，日本决定向阿姆斯特朗船厂订购一艘吉野号同型舰，即“高砂”号巡洋艦，1896年5月29日开工，1897年5月25日下水，8月返回日本，1898年5月完工。
主要改动设计为艏、艉楼甲板炮位上换成两门8英寸口径炮；为了解决高速航行产生上浪问题，艏楼延长将舰桥附近的舷侧炮位纳入艏楼内的炮房。也有独立于吉野型分类单独列为高砂型。
1904年12月13日参加日俄战争中作战的高砂舰在旅顺口港口外触雷沉没。1905年6月15日除籍。

## 關連項目
- 大日本帝國海軍艦艇列表